# Club SLAZY
Club SLAZY（クラブ・スレイジー）は日本の舞台作品。
大都会の片隅にあるというメンズキャバレー「Club SLAZY」を舞台とした、男たちの葛藤を描いた作品。華やかなショーステージと、幕の裏でのドラマを楽しめる。

株式会社CLIE制作のオリジナル舞台で、2013年9月より始まったシリーズ作品となっている。演出を三浦香、脚本を三浦香と伊勢直弘（「The 3rd invitation～Onyx～」より共作）が務める。振付は當間里美、楽曲制作はAsu。

2017年10月から2018年3月にかけて、TOKYO MXにてテレビドラマを放映。ドラマでは脚本を三浦香、監督を阿部理沙が務めた。

## 概要
大都会の片隅DillyDally St.（ディリーダリーストリート） 24-7番地に存在するというメンズキャバレー「Club SLAZY」（クラブスレイジー）。選ばれたお客様だけが、その場所を見つけることができる。

重厚で趣のある古びた扉を開けると、そこは夢の世界だった。美しい男子たちが、歌い踊り、そして艶やかに女性達を魅了する。

お客様の鼓動と、開放感と、愛を感じながら、男子達は時間（とき）を捧げる。

一夜限りの幻の世界。

## 本公演一覧

### Club SLAZY
2013年9月25日～29日、新宿FACEにて上演。全8公演。略称はCSL1、または1。

#### 出演
- Act - 大山真志
- Bloom - 太田基裕
- CoolBeans - 米原幸佑
- Deep - 加藤良輔
- 遠藤（End） - 井澤勇貴
- Fly - 才川コージ
- Graf - 後藤健流
- Hop - 田中太郎
- I-ght - 山田元
- Jiggy - 松本祐一
- Ya - 大須賀純
- Zs - 藤原祐規

#### スタッフ
- 脚本・演出 - 三浦香
- 楽曲 - Asu（BMI inc.）
- 振付 - 當間里美

### Club SLAZY The 2nd invitation～Sapphire～
2013年12月6日～15日、全労済ホール・スペースゼロにて上演。全16公演。略称はCSL2、または2。

#### 出演
- Bloom - 太田基裕
- CoolBeans - 米原幸佑
- Fly - 才川コージ
- Graf - 後藤健流
- Hop - 髙﨑俊吾
- I-ght - 山田元
- Juke - 池口裕太
- Jiggy - HACHI
- Jasper - KENTARO
- King - 渡辺大輔
- Odds - 藤田玲
- Peaps - 山下翔央
- Q - 法月康平
- Zs - 藤原祐規

#### スタッフ
- 脚本・演出 - 三浦香
- 楽曲 - Asu（BMI inc.）
- 舞台監督 - 鈴木拓
- 照明 - 川口丞（キングビスケット）, 秋元瞳, 豊嶋優衣
- 音響 - 門田圭介, 鯨井拓実, 桜井有未
- 振付 - 當間里美
- 演出助手 - 熊脇直介
- 美術 - 松本わかこ
- 衣裳 - 小泉美都
- 演出部 - 伊達紀行
- ヘアメイク - SAYAKA, 杉田純子
- スチール撮影 - 上野由日路
- 制作 - 渡辺詩織（CLIE）, 石井恵利華（CLIE）, 近藤たえ（アンデム）
- プロデューサー - 荻原直子
- 企画製作 - CLIE

### Club SLAZY The 3rd invitation～Onyx～
2014年10月8日～13日、草月ホールにて上演。全9公演。略称はCSL3、または3。

#### 出演
- CoolBeans - 米原幸佑
- Deep - 加藤良輔
- End - 井澤勇貴
- Fly - 才川コージ
- Graf - 後藤健流
- Hop - 東慶介
- I-ght - 佐古剣志
- Jiggy - WATARU
- Juke - K-TA2
- Q - 法月康平
- Reti - インザーギ
- Riddle - 森崎ウィン
- X - 石坂勇
- Zs - 藤原祐規

#### スタッフ
- 脚本 - 伊勢直弘
- 脚色・演出 - 三浦香
- 楽曲 - Asu
- 振付 - 當間里美

### Club SLAZY The 4th invitation～Topaz～
2015年12月9日～20に全労済ホール・スペースゼロ（東京）にて、12月25日～27日にABCホール（大阪）にて上演。東京14公演と大阪4公演の全16公演。略称はCSL4、または4。

大阪大千秋楽はルッキュ配信が行われた。また、2016年2月12日にはCSテレ朝チャンネル「SOLD OUT！」にてTV放送された。

#### 出演
- Bloom - 太田基裕
- CoolBeans - 米原幸佑
- Deep - 加藤良輔
- DooBop - 倉貫匡弘
- Fly - 才川コージ
- Graf - 後藤健流
- Hop - 坂下悠希
- I-ght - 高橋稜
- Jiggy - 一瀬悠
- Juke - K-TA2
- Jasper - 池口祐太
- Jr. - 大森夏向
- Odds - 藤田玲
- Q - 法月康平

#### スタッフ
- 脚本 - 三浦香, 伊勢直弘
- 演出 - 三浦香
- 楽曲 - Asu（BMI inc.）
- 振付 - 當間里美
- 歌唱指導 - カサノボー晃
- 舞台監督 - 山本圭太（ザ・サムシングエルス）
- 照明 - 川口丞（キングビスケット）
- 音響 - 門田圭介, 鯨井拓実（BEYOND）
- 美術 - 松本わかこ
- 衣裳 - 小泉美都
- ヘアメイク - SAYAKA, 杉田純子
- 演出助手 - 熊脇直介
- 舞台監督助手 - 加計涼子
- 演出部 - 稲野杏那
- チラシ・物販デザイン - 長島誕
- カメラマン - 児玉大輔
- 現場制作 - 近藤たえ（アンデム）
- プロデューサー - 渡辺詩織
- プロジェクトプロデューサー - 吉井敏久
- 企画・製作 - CLIE

### Club SLAZY –Another world–
2016年7月6日～17日に新宿FACEにて上演。全15公演。略称はCSLAW、またはAW。

7月14日公演はルッキュ配信が行われた。

#### 出演
- Act - 大山真志
- Deep - 加藤良輔
- Eyeball - 長倉正明
- Graf - 後藤健流
- Hop - 今井稜
- I-ght - 橋本有一郎
- Jasper - 池口裕太
- Juke - K-TA2
- Q - 法月康平
- V.P - Kimeru
- Will - 東啓介
- X - 石坂勇

#### スタッフ
- 脚本 - 三浦香, 伊勢直弘
- 演出 - 三浦香
- 楽曲 - Asu（BMI inc.）
- 振付 - 當間里美
- 歌唱指導 - カサノボー晃
- 舞台監督 - 加計涼子
- 照明 - 川口丞（キングビスケット）
- 音響 - 門田圭介
- 美術 - 松本わかこ
- 衣裳 - 小泉美都
- メイク - SAYAKA, 杉田純子
- 演出助手 - 熊脇直介
- チラシ・物販デザイン - 長島誕
- カメラマン - 児玉大輔
- 現場制作 - 近藤たえ（アンデム）
- プロデューサー - 渡辺詩織
- プロジェクトプロデューサー - 吉井敏久
- 企画製作 - CLIE

### Club SLAZY The final invitation～Garnet～
2016年12月7日～13日に品川プリンスホテル・クラブeXにて上演。全11公演。略称はCSL5、または5。座席ブロックにはそれぞれ登場キャラクターのアルファベットが割り当てられていた。

千秋楽はライブビューイングが行われた。

#### 出演
- Bloom - 太田基裕
- CoolBeans - 米原幸佑
- Deep - 加藤良輔
- DooBop - 倉貫匡弘
- End - 井澤勇貴
- Hush - 堀部佑介
- Hype - 矢内康洋
- I-ght - 橋本有一郎
- Jasper - NAO
- Jiggy - 早川一矢
- Juke - K-TA2
- Odds - 藤田玲
- Q - 法月康平

#### スタッフ
- 脚本 - 三浦香, 伊勢直弘
- 演出 - 三浦香
- 楽曲 - Asu（BMI inc.）
- 振付 - 當間里美
- 歌唱指導 - カサノボー晃
- 舞台監督 - 山本圭太, 加計涼子
- 照明 - 川口丞（キングビスケット）
- 音響 - 門田圭介
- 美術 - 松本わかこ
- 衣裳 - 小泉美都
- メイク - SAYAKA, 杉田純子
- 演出助手 - 熊脇直介
- 演出部 - 小宮山徹
- チラシ・物販デザイン - 長島誕
- カメラマン - 児玉大輔
- 制作協力 - 近藤たえ（アンデム）
- プロデューサー - 渡辺詩織
- プロジェクトプロデューサー - 吉井敏久
- 企画製作 - CLIE

## ライブ一覧

### LUV SLAZY
2014年4月21日にshibuya duo MUSIC EXCHANGEにて開催。全2ステージ。

#### 出演
- Bloom - 太田基裕
- CoolBeans - 米原幸佑
- Deep - 加藤良輔
- End - 井澤勇貴
- King - 渡辺大輔
- Odds - 藤田玲
- Q - 法月康平
- Zs - 藤原祐規
- ダンサー - 池口祐太, KENTARO, 福田賢仁, 廣瀬湧也, 浅見優貴
- バンドメンバー - (key)岸田勇気, (bs)吉岡満則, (ds)望月敬史, (tp)川上鉄平, (as)近藤淳也, (tb)前田大輔

### LUV SLAZY II
2015年4月10日～11日に恵比寿LIQUIDROOMにて開催。全3ステージ。

#### 出演
- Bloom - 太田基裕
- CoolBeans - 米原幸佑
- Deep - 加藤良輔
- End - 井澤勇貴
- Graf - 後藤健流
- Jasper - 池口裕太
- Jiggy - WATARU
- Juke - K-TA2
- King - 渡辺大輔
- Odds - 藤田玲
- Q - 法月康平
- Reti - インザーギ

#### スタッフ
- 構成・演出 - 三浦香
- 楽曲 - Asu（BMI inc.）
- 振付 - 當間里美
- 舞台監督 - 今泉馨, 松井桃子（P.P.P.）
- 照明 - 川口丞, 堤鼓津恵（キングビスケット）
- 音響 - 門田圭介, 鯨井拓実
- 衣裳 - 小泉美都
- 演出助手 - 熊脇直介
- ヘアメイク - SAYAKA, 杉田純子
- スチール撮影 - 児玉大輔
- 制作 - 安井友規
- プロデューサー - 吉井敏久, 渡辺詩織
- 企画製作 - CLIE

### Club SLAZY Song Collection Screen LIVE
2016年8月24日〜28日に行われたCLIE SUMMER FESTIVAL内の応援型上映会。サンシャイン劇場にて開催。シリーズのナンバーを集めた映像のメドレーが上映された。Club SLAZYは全7回の上映。

### Club SLAZY SPECIAL LIVE 2016
2016年12月29日～31日に梅田芸術劇場シアター・ドラマシティにて開催。全4ステージ。

千秋楽はニコニコ生放送で配信された。

#### 出演
- Bloom - 太田基裕（31日のみ）
- CoolBeans - 米原幸佑
- Deep - 加藤良輔
- DooBop - 倉貫匡弘
- End - 井澤勇貴
- Fly - 才川コージ
- Graf - 後藤健流
- Hop - 今井稜
- Hush - 堀部佑介
- Hype - 矢内康洋
- I-ght - 橋本有一郎
- Jasper - NAO
- Jiggy - 早川一矢
- Juke - K-TA2
- Odds - 藤田玲（31日のみ）
- Q - 法月康平
- Reti - インザーギ
- V.P - Kimeru（29日, 30日のみ）
- Zs - 藤原祐規（31日のみ）

#### スタッフ
- 構成・演出 - 三浦香
- 楽曲 - Asu（BMI inc.）
- 振付 - 當間里美
- 企画製作 - CLIE

### Club SLAZY Song Collection Screen LIVE Ⅱ
2017年7月4日〜9日に行われたCLIE SUMMER FESTIVAL内の応援型上映会。シアターGロッソにて開催。シリーズのナンバーを集めた映像のメドレーが上映された。Club SLAZYは全7回の上映。7月5日にはトークイベントも行われた。

## テレビドラマ

### Club SLAZY Extra invitation 〜malachite〜
2017年10月12日より、TOKYO MXにて毎月1回、木曜25：05～25：35に放送。全6回。GYAO!による振り返り配信、都内と地方での上映&トークイベントも行われた。

#### 出演
- Act - 大山真志
- Bloom - 太田基裕
- CoolBeans - 米原幸佑
- Deep - 加藤良輔
- DooBop - 倉貫匡弘
- End - 井澤勇貴
- Fly - 才川コージ
- Graf - 後藤健流
- Hop - 今井稜
- I-ght - 橋本有一郎
- Juke - K-TA2
- King - 渡辺大輔
- Odds - 藤田玲
- Reti - インザーギ
- V.P - Kimeru
- Will - 東啓介
- Zs - 藤原祐規

#### スタッフ
- 脚本 - 三浦香
- 監督 – 阿部理沙
- 振付 - 當間里美
- 音楽 - Asu（BMI inc.）
- 助監督 – 齋藤栄美, 本間利幸, 河野健佑
- 撮影 – 藤原秀夫
- 照明 – 眞柄貴光（株式会社ヒート）
- 録音 – 倉貫雅矢
- 美術 – 今津光
- 電飾 – 山本裕二（ypsilon inc.）
- 衣裳 - 小泉美都, 深沢亜美, 沼田梨沙
- ヘアメイク - SAYAKA, 杉田純子, 柴田桃子
- 制作 - 安井友規
- プロデューサー - 渡辺詩織
- プロジェクトプロデューサー - 吉井敏久
- 企画 - CLIE
- 制作 – CLIE, 東京メトロポリタンテレビジョン

## 用語

### ポジション
Club SLAZYには大きく分けてKMLNの4つのポジションが存在する。支配人やオーナーはここに含まれない。
Kingdom（キングダム）
謎が多く解明されていない。2においてQが「ここを辞めていった方は伝説、彼らはKから始まるKingdom。ひとつの王国を築いたという意味です」と述べている。Lazyの上のポジション。
Lazy（レイジー）
ソロステージを与えられる選ばれしたった5人のパフォーマー。一番手から順にトップエース、セカンドエース、サードスター、フォーススター、ファイブスターと呼ばれる。Kingdomの下、Mysticの上のポジション支配人、オーナーを除くと店で一番上。
Mystic（ミスティック）
スレイジーの裏方。Club SLAZYにおける何でも係のようなポジション。数え切れないほどいるという噂がある。Lazyの下、New Jackの上のポジション。
New Jack（ニュージャック）
ソロステージのない見習いパフォーマー。Lazyを目指している。KLMNの4つのポジションの中では一番下。

### その他
ガーネットカード
悩み哀しみを抱えた女性に突然届けられる、「Club SLAZY」への招待状。これが無ければ店にはたどり着けない。たまに男性に届くことがある。
X-24-7
Club SLAZY内の座席番号のひとつ。その日、最も悲しみの深い女性が座る。
ガーネット
トップエースにのみ持つことが許された紅い宝石。トップエースの証。女性の涙が溜まると言われている。その涙を吸い取って光り輝く。
羽
トップエースにのみその胸とハットに付けることを許された紅い羽。トップエースの証。むしり取ろうとしても簡単には取れない。鳥の羽ではないらしい。

## 登場人物
登場作品の略称は本公演一覧、ライブ一覧を参照。

### Lazy
Act（アクト）
キャスト - 大山真志 / 登場作品：1, AW
ファイブスター→トップエース。Eyeballの教育係。ソロ曲は「Garnet Star」。
Bloom（ブルーム）
キャスト - 太田基裕 / 登場作品：1, 2, 4, 5
セカンドエース。HopとI-ghtの教育係。1のフライヤーではBrumeという表記も見られるが、ただの誤植であるか何かの伏線であるかは謎。ソロ曲は「あなたは知らない」など。
CoolBeans（クールビーンズ／クールビー）
キャスト - 米原幸佑 / 登場作品：1, 2, 3, 4, 5
サードスター。Club SLAZYのマシンガンナルシストと言われている。Oddsが教育係。FlyとGrafの教育係。ソロ曲は「CRAZY GIRL」など。
Deep（ディープ）
キャスト - 加藤良輔 / 登場作品：1, 3, 4, AW, 5
フォーススター。End、Juke、Jasperの教育係。ソロ曲は「The Runaway Pierrot」など。
遠藤（えんどう） / End（エンド）
キャスト - 井澤勇貴 / 登場作品：1, 3, 5
スレイジーに迷い込んだ青年。後にEndとしてファイブスターとなる。Deepが教育係。ソロ曲は「Circus」など。

#### 過去のLazy
King（キング）
キャスト - 渡辺大輔 / 登場作品：2
7年前のトップエース。Kingdom。ソロ曲は「The Midnight Parade」。
Odds（オッズ）
キャスト - 藤田玲 / 登場作品：2, 4, 5
7年前のセカンドエース。Kingdom。CoolBeansとDooBopの教育係。ソロ曲は「DRUG」。
Will（ウィル）
キャスト - 東啓介 / 登場作品：AW
3年前のトップエース。ソロ曲は「Show Business!」。
V.P（ブイピー）
キャスト - Kimeru / 登場作品：AW
3年前のセカンドエース。元Eye Ballの教育係。ソロ曲は「Slave March」。
Eyeball（アイボール）
キャスト - 松本祐一（1）, 長倉正明（AW） / 登場作品：AW
1年前のファイブスター。Actが教育係。ソロ曲は「Lonely Boogie」。

### Mystic
Q（キュー）
キャスト - 法月康平 / 登場作品：2, 3, 4, AW, 5
謎多きMystic。Mysticで唯一Lazyの世話係となっている。持ち歌は「The Curtain Song」。
Jr.（ジュニア）
キャスト - 大森夏向 / 登場作品：4
兄と店に辿り着き、Mysticとなる。

### New Jack
Fly（フライ）
キャスト - 才川コージ / 登場作品：1, 2, 3, 4
CoolBeansが教育係。
Graf（グラフ）
キャスト - 後藤健流 / 登場作品：1, 2, 3, 4, AW
CoolBeansが教育係。
Peaps（ピープス）
キャスト - 山下翔央 / 登場作品：2
店にあらわれたNew Jackを名乗る少年。Deepが教育係。
DooBop（ドゥーバップ）
キャスト - 倉貫匡弘 / 登場作品：4, 5
弟と店に辿り着き、New Jackとなる。
Hop（ホップ）
キャスト - 田中太郎（1）, 髙﨑俊吾（2）, 東慶介（3）, 坂下悠希（4）, 今井稜（AW）
Bloomが教育係。
I-ght（アーイ）
キャスト - 山田元（1、2）, 佐古剣志（3）, 高橋稜（4）, 橋本有一郎（AW, 5）
Bloomが教育係。
Jiggy（ジギー）
キャスト - 松本祐一（1）, HACHI（2）, WATARU（3）, 一瀬悠（4）, 早川一矢（5）
Deepが教育係。
Juke（ジューク）
キャスト - 池口祐太（2）, K-TA2（3, 4, AW, 5）
Deepが教育係。
Jasper（ジャスパー）
キャスト - KENTARO（2）, 池口祐太（4, AW）, NAO（5）
Deepが教育係。
Heads（ヘッズ）
キャスト - 馬庭良介（4）
Hush（ハッシュ）
キャスト - 堀部佑介（5）
Bloomが教育係。
Hype（ハイプ）
キャスト - 矢内康洋（5）
Bloomが教育係。

### 支配人・オーナー
Zs（ジーズ）
キャスト - 藤原祐規 / 登場作品：1, 2, 3
店の支配人。持ち歌は「Patient of Love」。
X（エックス）
キャスト - 石坂勇 / 登場作品：3, AW
店のオーナー。持ち歌は「Marionnette」。

### その他
Ya（ヤー）
キャスト - 大須賀純 / 登場作品：1
Club SLAZYにやってきた謎の人物。
Riddle（リドル）
キャスト - 森崎ウィン / 登場作品：3
Retiと共に、Club SLAZYに突如あらわれた謎の青年。持ち歌は「FAKE」。
Reti（レティ）
キャスト - インザーギ / 登場作品：3
Riddleと共に、Club SLAZYに突如あらわれた謎の青年。持ち歌は「The Broken Ferris Wheel」。